# Clivus Palatinus
Il clivus Palatinus era un'ampia strada processionale della Roma antica che, come indica il nome moderno, si trova sul Palatino a Roma. Nasce dalla via Sacra, nei pressi dell'Arco di Tito e sale verso il Palatino, dove scompare, sebbene sia probabile che raggiungesse la domus Augustiana. Ne restano diversi tratti pavimentati.